# Wygoda Sierakowska
Wygoda Sierakowska (dodatkowa nazwa w j. kaszub. Wigòda Serakòwskô) – wieś w Polsce, położona w województwie pomorskim, w powiecie kartuskim, w gminie Sierakowice.
Wieś leży na Pojezierzu Kaszubskim (zachodni kraniec Kaszubskiego Parku Krajobrazowego), na trasie linii kolejowej Kartuzy-Lębork (obecnie zawieszonej i przy 211. Wchodzi w skład sołectwa Sierakowice.
W latach 1975–1998 Wygoda Sierakowska administracyjnie należała do województwa gdańskiego.
Przed 2023 r. miejscowość była częścią wsi Sierakowice.

## Z kart historii
Od końca I wojny światowej Wygoda Sierakowska znajdowała się ponownie w granicach Polski (powiat kartuski). Do 1918 obowiązującą nazwą niemieckiej administracji dla miejscowości była nazwa Wigodda. Podczas okupacji niemieckiej nazwa Wigodda w 1942 została przez nazistowskich propagandystów niemieckich (w ramach szerokiej akcji odkaszubiania i odpolszczania nazw niemieckiego lebensraumu) zweryfikowana jako zbyt kaszubska i przemianowana na bardziej niemiecką – Rasten.